# Bergkapelle (Steinach)

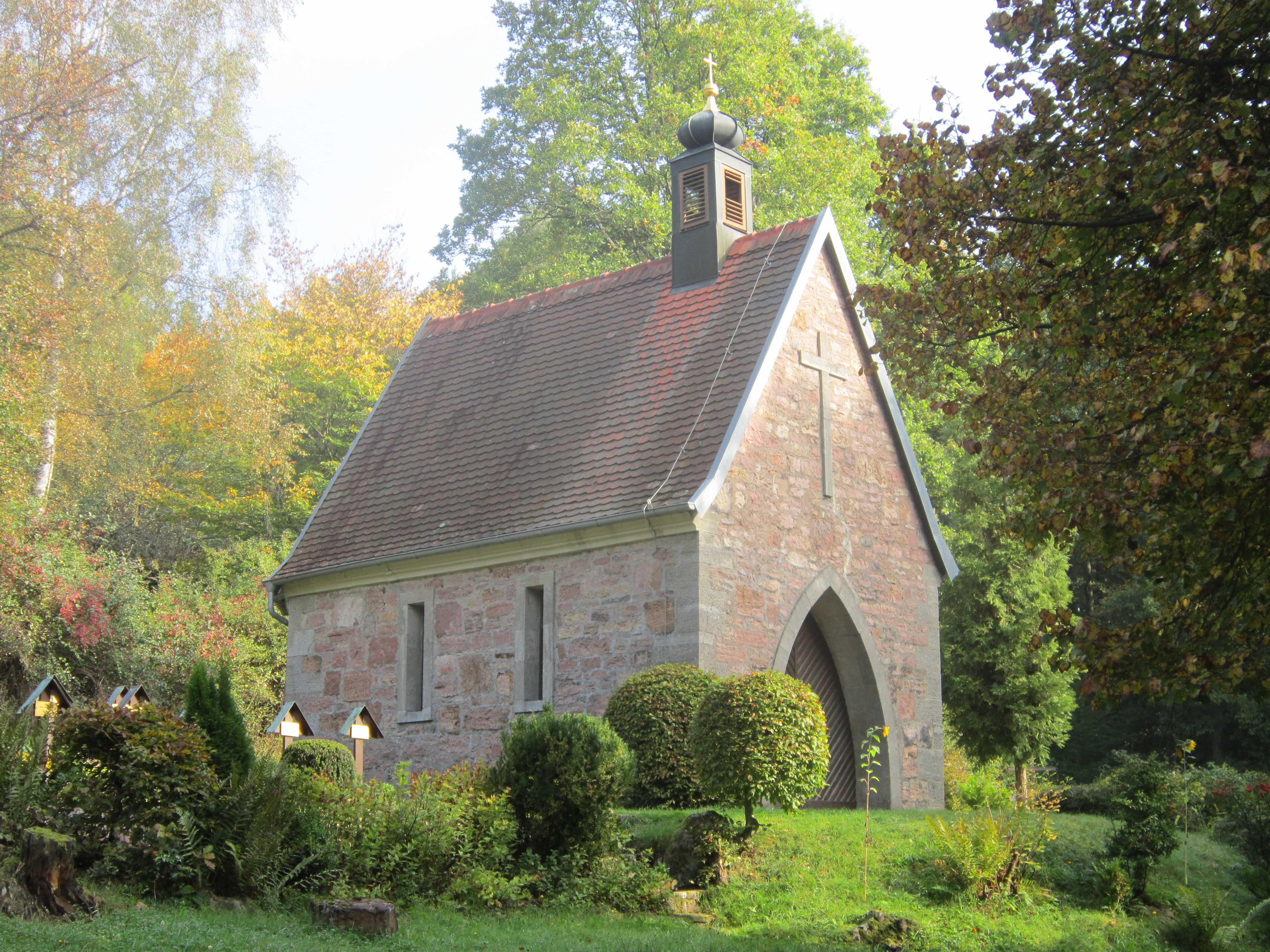
Kriegergedächtniskapelle in Steinach.

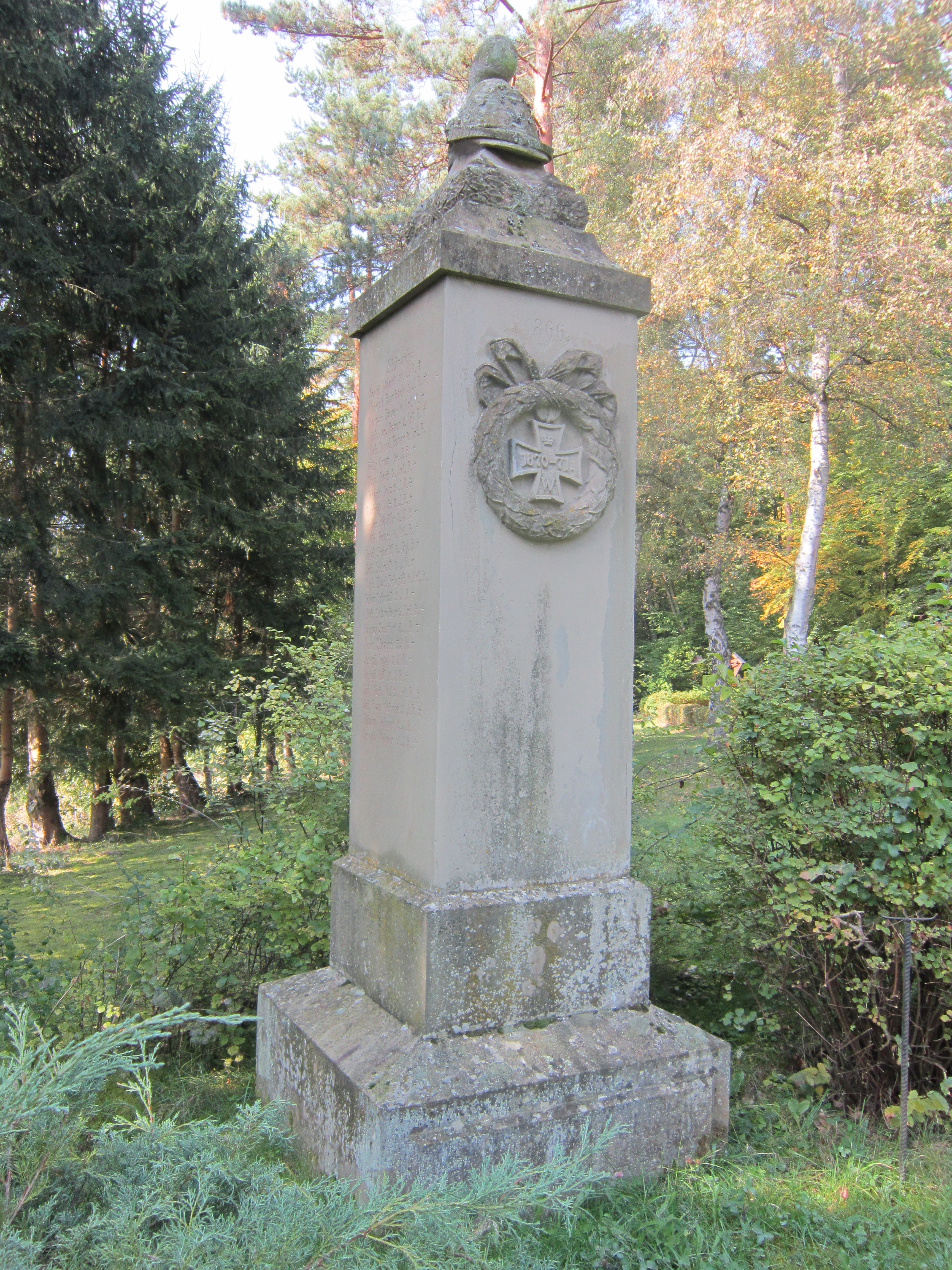
Denkmal für den Deutsch-Französischen Krieg von 1870/71.

Die Bergkapelle in Steinach, einem Stadtteil der bayerischen Kurstadt Bad Bocklet im unterfränkischen Landkreis Bad Kissingen ist eine Gedächtnisstätte für die im Zweiten Weltkrieg Gefallenen des Ortes.
Die zur Kriegergedächtnisstätte gehörende Kapelle und die Gräberanlagen westlich und östlich der Kapelle gehören zu den Baudenkmälern in Bad Bocklet und sind unter der Nummer D-6-72-112-88 in der Bayerischen Denkmalliste registriert.
Vom Steinacher Ortsausgang aus führt ein Kreuzweg zur Kapelle, der mit dem neben der Kapelle befindlichen Kreuz (14. Station) abschließt.

## Geschichte

### Kapelle
Im Jahr 1946 erwarb die Katholische Kirchenstiftung von der Grundstückseigentümerin Berta Metz das Gelände am Bergskopf am südlichen Ausläufer des Mehlbergs, auf dem die aus Bruchsteinmauerwerk bestehende Kapelle auf Anregung des damaligen Ortspfarrers Johannes Schilling errichtet wurde. Die Kapelle ist mit einem Glockendachreiter, einem spitzbogigen Westtor und schmalen Fenstern ausgestattet. Unter Aufsicht des Steinacher Poliers Otto Schäfer sen. erfolgte am 10. Juni die Grundsteinlegung. Da Polier Schäfer bei der Aufstellung des gotischen Bogens auf ein Stützgerüst verzichtet hatte, passte der Schlussstein nicht, so dass der komplette Bogen nach vorne kippte. Daraufhin ließ Schäfer eine neue Verschalung zimmern und den Steinbogen erneut aufrichten.

### Gräberfeld
Ebenfalls 1946 entstand durch Kriegsheimkehrer die Gräberanlage an beiden Seiten der Kapelle mit inzwischen 101 Kreuzen. Das letzte Kreuz wurde für den jüdischen Einwohner Adam Frank aufgestellt, der im Jahr 1942 im KZ Dachau ermordet wurde.

### Einweihung
Die Anlage wurde am 16. Oktober 1946 vom Würzburger Bischof Matthias Ehrenfried eingeweiht. Nach dem Gottesdienst führte Pater Eugen, Lehrer am Münnerstädter Gymnasium, Hugo von Hofmannsthals Jedermann auf.

### Ehrenmal
Das zur Anlage gehörende Ehrenmal entstand im Jahr 1909 und erinnert an die aus Steinach stammenden Gefallenen des Deutsch-Französischen Krieges von 1870/71.  Es befand sich ursprünglich auf dem Marktplatz von Steinach und wurde am 25. April 1974 zur Kriegergedächtnisstätte versetzt. Die Stele aus gelbem Sandstein steht auf einem getreppten Sockel und trägt die Namen der Gefallenen. Sie trägt einen gegliederten Spitzdachabschluss und darauf einen Raupenhelm.